# El Borge
El Borge es un municipio español de la provincia de Málaga, Andalucía, situado en la comarca de la Axarquía.

## Historia

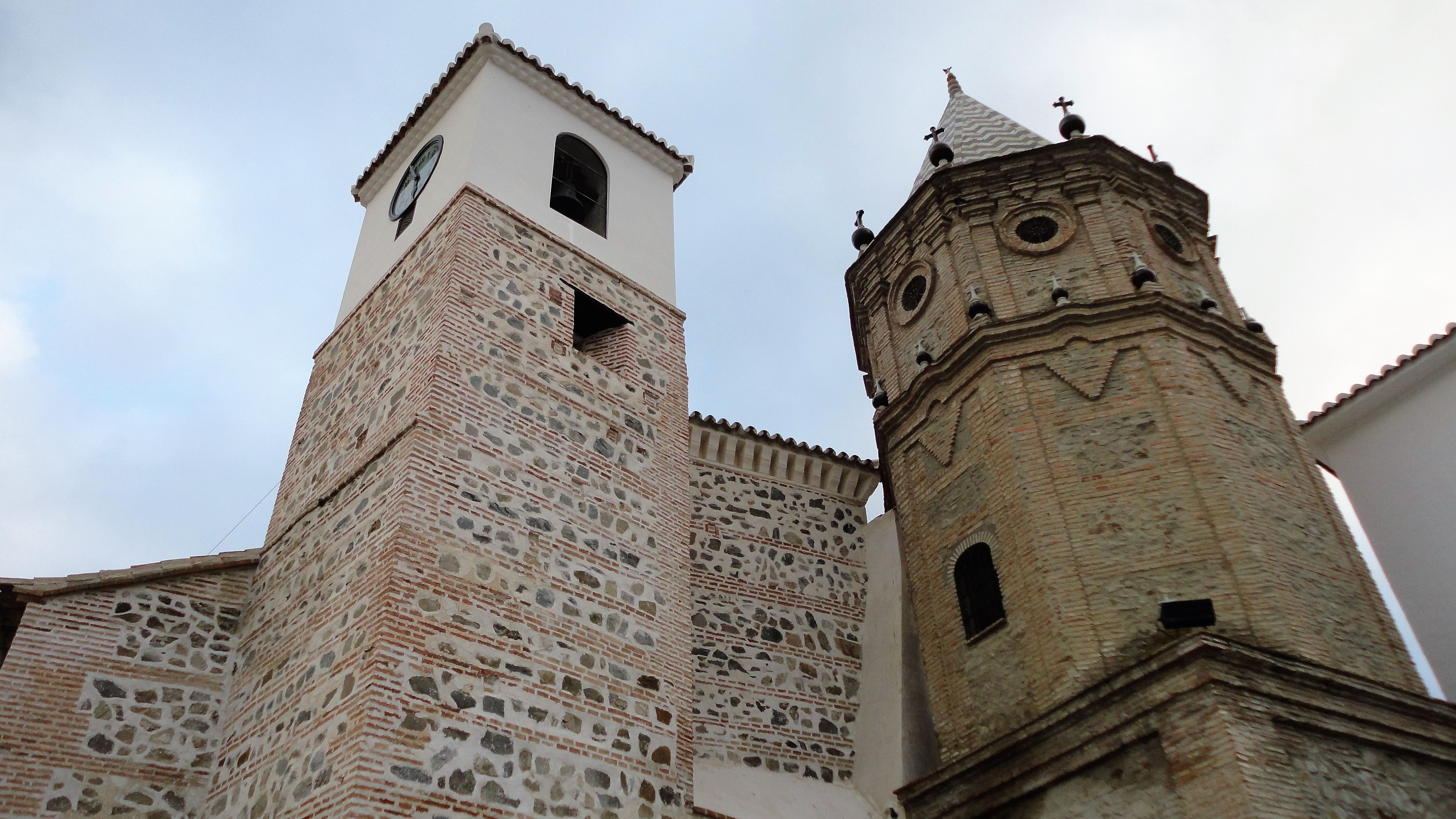
Iglesia del Rosario

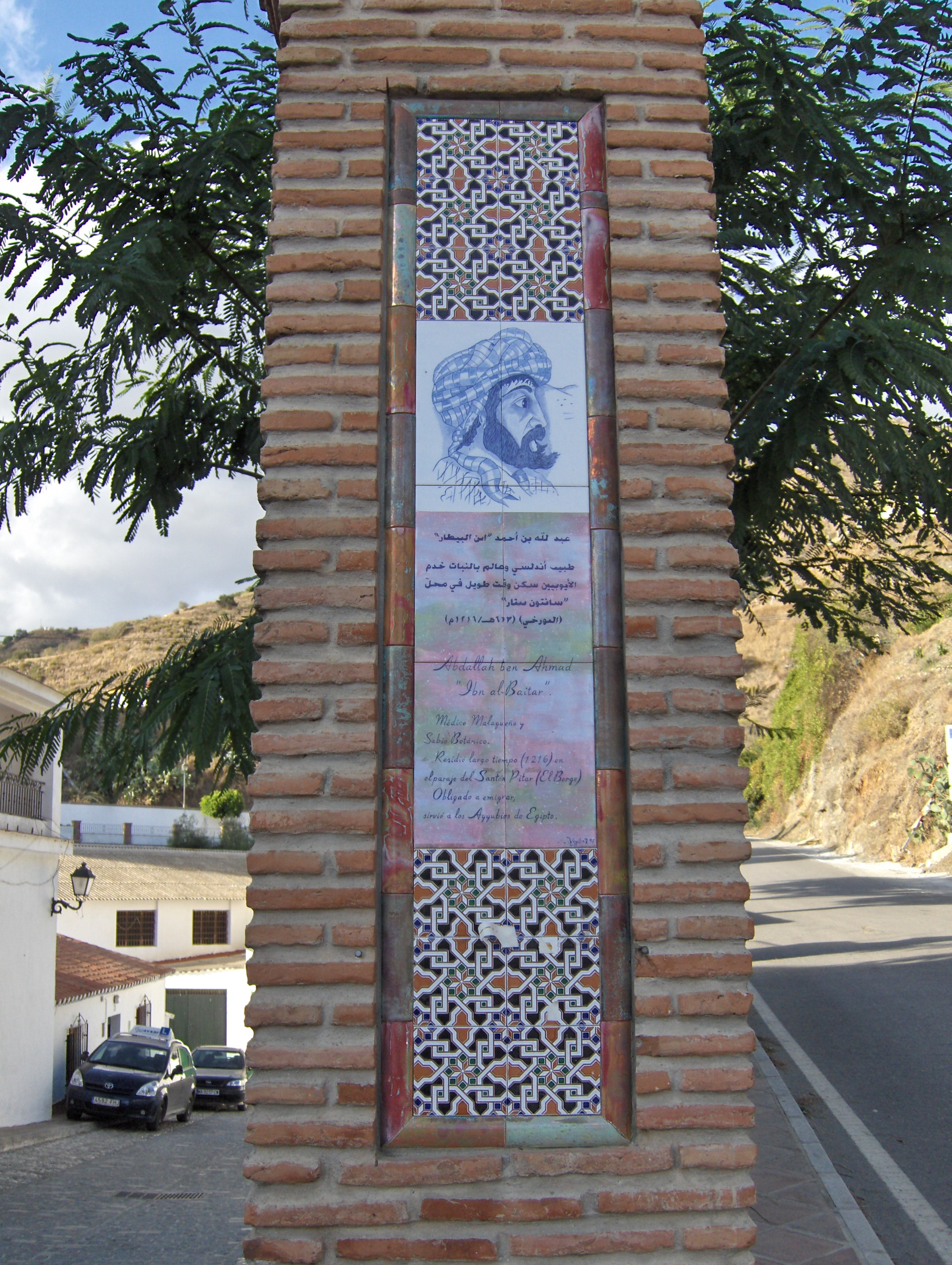
Homenaje a Ibn al-Baitar

El origen árabe de la población se explica por la etimología del nombre Al-Borg; pero en realidad poco se sabe de la historia de este municipio. Sí se sabe por las crónicas de esa época que allí vivía una comunidad de moriscos que se resistieron duramente a la ocupación cristiana.
Cuando se produjo el levantamiento de los habitantes de la Axarquía, El Borge se distinguió como un foco de rebeldía por los conquistadores. Los rebeldes huyeron a Las Alpujarras ayudados por sus compañeros de causa; y fue el corregidor de Vélez-Málaga, Álvaro de Zuazo, quien mandó una guarnición a El Borge para terminar con el grupo de sublevados.
Como personaje relevante con relación a El Borge, hemos de citar a Ibn Albaitar ("el hijo del veterinario"), famoso botánico, que introdujo el cultivo del cítrico en el valle del río Benamargosa, Almáchar y El Borge, donde se sabe que vivió cierto tiempo antes de emigrar a Egipto, según Gámez Burgos. Hoy en día, existe en el término municipal de El Borge un cortijo llamado "Morabaite" o "Moro-Baita", en el que se presume que vivió este famoso personaje.
Del siglo XVII era Martín Vázquez Ciruela, nacido en este pueblo y que estaba considerado como uno de los más prestigiosos teólogos de la corte de Felipe IV, llegando a enseñar humanidades a alguno de sus miembros. Sus primeras reflexiones tendrían como escenario la iglesia de Nuestra Señora del Rosario, obra del gótico-renacentista de principios del XVI, además fue profesor de teología en el Sacromonte granadino y profesor de humanidades de Gaspar de Haro (futuro virrey de Nápoles, protegido del rey de España Felipe IV). Murió en Sevilla, siendo archivero mayor de la catedral en el año 1664.
Pero el personaje más conocido era el bandolero El Bizco de El Borge. Los borgeños han utilizado este hecho para revisar su historia y utilizarla como estandarte identificativo del pueblo.
Actualmente la villa está inmersa en un proceso de diversificación de su economía donde la viña tiene un especial protagonismo. Son famosos sus vinos y sus pasas, pero también empieza a ser importante la industria textil y el turismo.

## Geografía humana

### Demografía
Cuenta con una población de 941 habitantes (INE 2024).
| Gráfica de evolución demográfica de El Borge entre 1842 y 2021                                                        |
| |
| Población de derecho según los censos de población del INE. Población de hecho según los censos de población del INE. |

### Población por núcleos
Desglose de población según el Padrón Continuo.
| Núcleos  | Habitantes (2020) | Varones | Mujeres |
| -------- | ----------------- | ------- | ------- |
| El Borge | 952               | 488     | 464     |

### Transporte público
El Borge está comunicado mediante una línea de autobús interurbano con los municipios de Almáchar, Moclinejo, Benagalbón (localidad), Rincón de la Victoria y Málaga, mediante la línea de Autobús Málaga-Benagalbón-Almáchar, adscrita al consorcio de Transporte Metropolitano del Área de Málaga
| Línea                  | Trayecto |
| ---------------------- | --- |
| El Borge-Málaga        | El Borge-Almáchar-Moclinejo-El Valdés-Los Morenos-Benalgalbón- Rincón de la Victoria-La Cla-La Araña-El Palo-Muelle Heredia-Estación de autobuses de Málaga |
| Almáchar-Torre del Mar | Almáchar-El Borge-Zorrilla-Vélez Málaga-El Ingenio-Hospital-Torre del Mar                                                                                   |

### Economía

#### Evolución de la deuda viva
El concepto de deuda viva contempla solo las deudas con cajas y bancos relativas a créditos financieros, valores de renta fija y préstamos o créditos transferidos a terceros, excluyéndose, por tanto, la deuda comercial.
| Gráfica de evolución de la deuda viva del ayuntamiento entre 2008 y 2019                             |
| |
| Deuda viva del ayuntamiento en miles de Euros según datos del Ministerio de Hacienda y Ad. Públicas. |

## Política

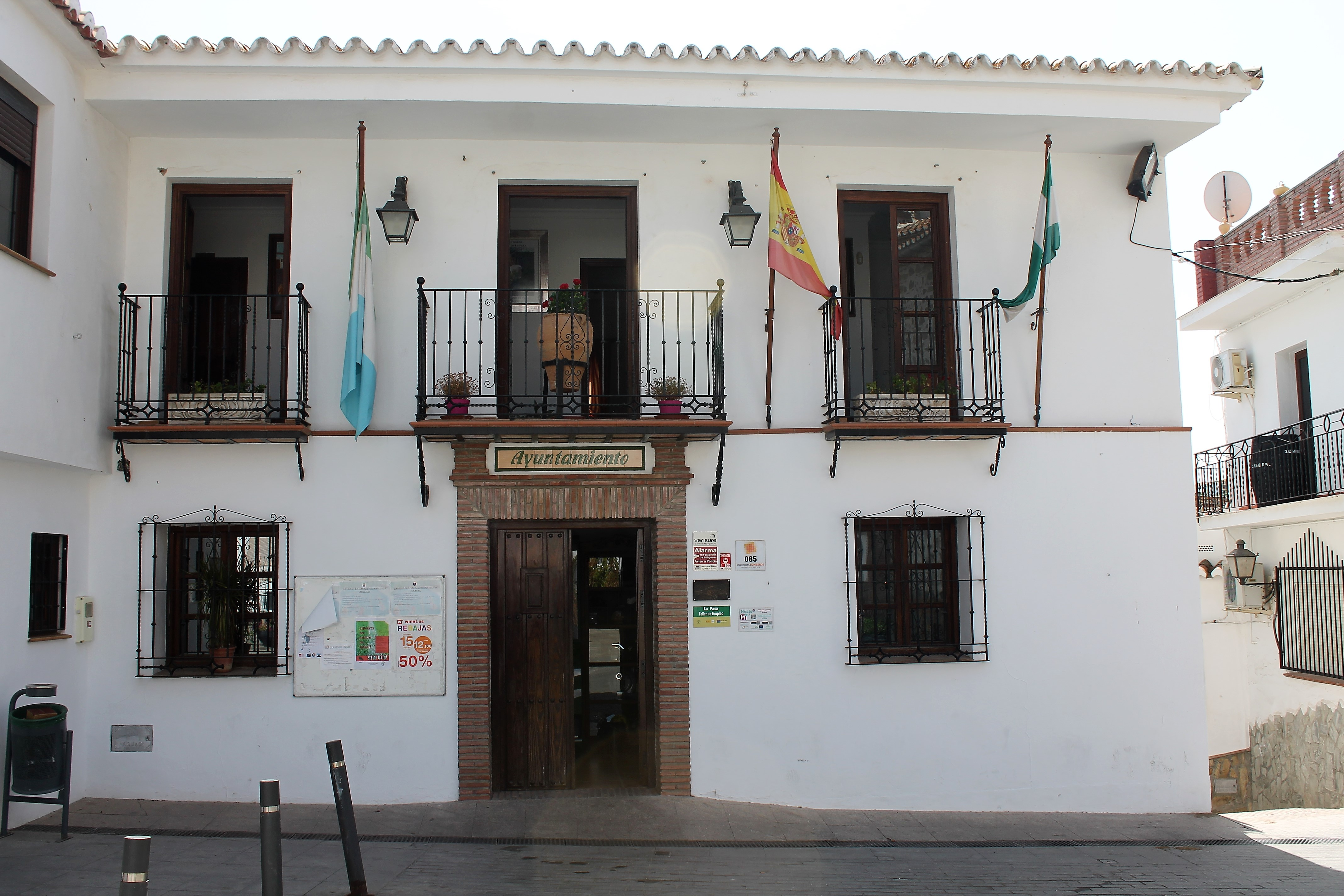
Casa consistorial

El Borge siempre ha estado caracterizado por un fuerte escoramiento hacia la izquierda, de hecho el techo electoral del PP en elecciones municipales es de 21 votos, alcanzado en 1999.
Desde 1979 hasta 1995 el pueblo estuvo gobernado por el PSOE, para volver a gobernar tras las elecciones municipales del 22 de mayo de 2011. Entre 1995 y 2011 Izquierda Unida ha conseguido mayoría absoluta, siendo cabeza del ayuntamiento en este período el comunista José Antonio Ponce. Este edil llevó a cabo una política bastante peculiar, que ha hecho que el pueblo haya saltado a los medios de comunicación nacionales e incluso internacionales en más de una ocasión.

### Resultado de las elecciones municipales de 2023
| Candidatura     | Candidatura                              | Votos | %                               | Escaños                         |
| --------------- | ---------------------------------------- | ----- | ------------------------------- | ------------------------------- |
|                 | Partido Socialista Obrero Español (PSOE) | 399   | 60,73                           | 4                               |
|                 | Con Andalucía (Podemos-IU-MP-IdPA)       | 249   | 37,90                           | 3                               |
|                 | Partido Popular (PP)                     | 7     | 1,07                            | 0                               |
| Votos en blanco | Votos en blanco                          | 2     | 0,30                            | n/a                             |
| Votos válidos   | Votos válidos                            | 657   | 100                             | 7                               |
| Votos nulos     | Votos nulos                              | 5     | Participación: \| \| 86,31 % \| | Participación: \| \| 86,31 % \| |
| Votantes        | Votantes                                 | 662   | Participación: \| \| 86,31 % \| | Participación: \| \| 86,31 % \| |
| Electores       | Electores                                | 767   | Participación: \| \| 86,31 % \| | Participación: \| \| 86,31 % \| |
|                 | 86,31 %                                  |       |                                 |                                 |

| Periodo   | Nombre                                      | Partido |
| --------- | ------------------------------------------- | ------- |
| 1979-1983 | Antonio Fernández Pendón                    | PSOE    |
| 1983-1987 | Antonio Fernández Pendón                    | PSOE    |
| 1987-1991 | Antonio Fernández Pendón                    | PSOE    |
| 1991-1995 | Antonio Fernández Pendón                    | PSOE    |
| 1995-1999 | José Antonio Ponce Fernández                | IULVCA  |
| 1999-2003 | José Antonio Ponce Fernández                | IULVCA  |
| 2003-2007 | José Antonio Ponce Fernández                | IULVCA  |
| 2007-2011 | José Antonio Ponce Fernández                | IULVCA  |
| 2011-2015 | Salvador Fernández Marín                    | PSOE    |
| 2015-2019 | Salvador Fernández Marín- Raúl Vallejo Díaz | PSOE    |
| 2019-2023 | Raúl Vallejo Díaz                           | PSOE    |
| 2023-act. | Raúl Vallejo Díaz                           | PSOE    |

### Referéndums
- Humanidad o Neoliberalismo: En 1996 el Ayuntamiento de El Borge realizó un referéndum simbólico sobre las políticas neoliberales. Para la ocasión la fachada del consistorio fue decorada con retratos del Che Guevara y símbolos del Ejército Zapatista de Liberación Nacional. El resultado fue un aplastante «No» al neoliberalismo. El hecho de ser unos de los primeros referéndums en todo el mundo sobre este tema hizo que el hecho alcanzara una repercusión mediática internacional, llegándose a trasladar a El Borge una unidad móvil de la BBC.[7] A raíz del referéndum, el ejecutivo local ha tomado varias medidas contra el neoliberalismo, como el bloqueo a símbolos del capitalismo estadounidense, como el McDonalds; un homenaje a la peseta cuando se instauró el euro; o una jornada oficial de luto el día que se inició la guerra de Irak.[8]

- Monarquía o República: El Borge ha sido el primer pueblo que se sumó a la iniciativa del parlamentario andaluz de Izquierda Unida Antonio Romero de convocar referéndums locales consultivos sobre la monarquía. En marzo de 2005 el pleno municipal del ayuntamiento aprobó una petición de reforma constitucional para permitir un referéndum nacional sobre la monarquía. Ha sido el primer consistorio de España en el que esta propuesta ha sido aprobado por unanimidad.[8]

## Fiestas populares
- Carnaval, en febrero
- Semana Santa
- Fiestas Patronales de San Gabriel
- Día de San Marcos
- Día de la Pasa, 16 de septiembre: fiesta popular de esta localidad donde se da a conocer y degustar este preciado alimento.
- Semana de Ánimas: surgida hace pocos años, se trata de una semana repleta de actividades. Tanto para niños, como para adultos. En esta semana, se fomenta la cultura española relacionada con las Ánimas y los difuntos. Destaca la procesión de la Santa Compaña y la iluminación de calles hasta el camposanto.

## Ciudades hermanadas
El Borge está hermanada desde 2005 con la ciudad cubana del mismo nombre.

## Personas destacadas
- El Bizco de El Borge
- María Elvira Roca Barea, historiadora